# Col de Vars
El col de Vars (en francés col de Vars) es un puerto de montaña de los Alpes franceses, en el límite entre los departamentos de los Altos Alpes y los Alpes del alta Provenza y que comunica los valles del Ubaye con el Cairàs y Ambrun, al macizo del Ubaye. Se eleva hasta los 2.108 metros de altitud y fue construido el 1890.

## Ciclismo
El col de Vars ha sido superado en 36 ocasiones por el Tour de Francia, siendo categorizado de primera o segunda categoría según el año. Philippe Thys fue el primero a superarlo, en la edición de 1922. Desde 1947 ha sido superado en 23 ocasiones.
| - 1922 : Philippe Thys - 1923 : Francis y Henri Pélissier - 1924 : Nicolas Frantz - 1925 : Bartolomeo Aimo - 1926 : Bartolomeo Aimo - 1927 : Nicolas Frantz - 1933 : Vicente Trueba - 1934 : René Vietto - 1935 : Félicien Vervaecke - 1936 : Julián Berrendero - 1937 : Edward Vissers - 1938 : Gino Bartali - 1939 : Edward Vissers - 1947 : Jean Robic - 1948 : Jean Robic - 1949 : Ferdi Kübler - 1950 : Louison Bobet - 1951 : Fausto Coppi | - 1953 : Adolphe Deledda - 1955 : Charly Gaul - 1958 : Nino Catalano - 1960 : Imerio Massignan - 1962 : Eddy Pauwels - 1964 : Julio Jiménez - 1965 : Cees Haast - 1967 : Georges Chappe - 1969 : Gabriel Mascaro - 1972 : Raymond Delisle - 1975 : Joop Zoetemelk - 1986 : Eduardo Chozas - 1989 : Bruno Cornillet - 1993 : Davide Cassani - 2000 : Jens Heppner - 2017 : Alexéi Lutsenko - 2019 : Tim Wellens - 2024 : Richard Carapaz |